# Súng ngắn M1911
Súng lục bán tự động Colt M1911 (còn gọi là Súng lục bán tự động Colt.45) là một loại súng lục của Mỹ do ông John Browning thiết kế từ năm 1905. Súng sử dụng loại đạn .45 ACP. Đây là mẫu súng tiêu chuẩn của quân đội Hoa Kỳ từ năm 1911 đến năm 1985. Từ năm 1986 trở đi thì bị khẩu M9 thay thế. Hiện nay, nó vẫn là một loại vũ khí quân dụng của Hoa Kỳ. Tính đến nay, nó đã phục vụ suốt hơn 100 năm trong nhiều quân đội và cuộc chiến khác nhau kể từ năm 1911. Nó được sử dụng rộng rãi trong các cuộc chiến có sự hiện diện của người Mỹ như: Chiến tranh Mỹ-Philippines (Cuối cuộc chiến), Chiến tranh thế giới thứ nhất, Chiến tranh thế giới thứ hai (Cũng sử dụng bởi các lực lượng kháng chiến ở châu Âu), Chiến tranh Triều Tiên và Chiến tranh Việt Nam. Ngoài ra, rất nhiều nước mua súng này từ Mỹ để sử dụng.

## Thông số
Súng nặng 1105 g (chưa kể đạn), dài 213 mm, nòng dài 125,7 mm. Hộp tiếp đạn chứa được 7 viên. Súng có thể nạp thêm một viên vào buồng đạn tạo hiệu ứng "7 + 1" viên. Tầm bắn hiệu quả là 55 m, xa hơn các khẩu súng ngắn khác 5 mét với độ chính xác khá cao cho một khẩu súng ngắn. Súng còn nổi tiếng vì có một độ sát thương tương đối lớn của đầu đạn.45 ACP (11,43 x 23 mm) có thể vô hiệu hóa người nặng hơn 70 kg chỉ với một viên đạn. Ngoài ra súng rất bền, dễ lau chùi và bảo quản. Việc tháo lắp khẩu súng này khó hơn một chút so với khẩu Beretta 92 của Ý. Súng còn có thêm điểm yếu là phải được bắn và tháo lắp để kiểm tra, bảo quản ngay từ khi mới mua nếu không thì sẽ bị kẹt đạn, thậm chí tự phát nổ. Ngoài ra, băng đạn hàng đơn của súng chỉ cho phép chứa 7 viên đạn, quá ít so với các súng dùng đạn 9mm về sau với hai hàng so le của M9. Thế nhưng, đạn .45 ACP (11,43mm) của nó to hơn nhiều so với đạn 9mm nên nếu dùng băng đạn hai hàng như M9 thì nó lại rất nặng. Trong chiến tranh Việt Nam, loại đạn.45 ACP có tiếng nổ rất lớn cộng với chớp lửa đầu nòng rất sáng. Điều này khiến cho lính Mĩ có thể bị chảy máu tai hoặc thủng màng nhĩ.

## Quá trình ra đời
Trong những năm cuối cùng của Chiến tranh Hoa Kỳ - Philippines, Lục quân Hoa Kỳ cũng như nhiều binh chủng khác của quân đội Hoa Kỳ đều sử dụng 2 mẫu súng ổ quay cũ kĩ, lạc hậu là Smith & Wesson Model 3 (biệt danh là Schofield) từ năm 1870 cùng với khẩu Colt SAA (Colt Single Action Army) từ năm 1874. Tuy các khẩu súng ổ quay này bắn khá nhanh nhưng các binh sĩ Mỹ thất vọng về số lượng đạn quá ít (chỉ có 6 viên đạn trong ổ đạn xoay của súng) cũng như uy lực của loại đạn.38 quá yếu khiến cho các sĩ quan Mỹ gần như chịu chết khi phải giao chiến với các chiến binh người Moro sử dụng ma túy loại rất nặng trong khi chiến đấu khiến cho cơ thể họ gần như không thấy đau đớn khi bị trúng đạn. Ngoài ra, thao tác nạp đạn của 2 khẩu súng này rất phức tạp. Điều này tạo ra khoảng thời gian chết rất lớn cho sĩ quan Mỹ khi chiến đấu ở cự li gần. Trong một cuộc thi tuyển súng ngắn, khẩu M1911 - một mẫu thiết kế của ông John Browning được hãng Colt
sản xuất đã thắng cuộc và được chọn lựa. Khẩu súng của hãng Colt không hề bị vấn đề gì trong khi mẫu của đối thủ Savage lại bị kẹt đến 28 viên đạn.
Từ cuộc chiến ở Philippines cho đến Chiến tranh thế giới thứ hai và Chiến tranh Việt Nam, khẩu M1911/M1911A1 đã là một "món hàng" ưa thích của sĩ quan và cả lính tráng cấp thấp, cũng như một biểu tượng "lính Mỹ dùng vũ khí Mỹ", một điều mà khẩu Beretta 92 của Ý không đạt được - đó là tinh thần quốc gia của người Mỹ.
Đã có khoảng hơn 2,7 triệu khẩu (gồm cả loại M1911A1) được sản xuất và có rất nhiều phiên bản khác nhau sử dụng nhièu loại đạn. Phiên bản mới nhất là khẩu MEU 1911 SOCOM dùng bởi Thủy Quân Lục Chiến. Súng còn được bán ra cho thường dân, và được tạo ra để phù hợp hơn 10 kiểu đạn khác nhau.

## Các quốc gia sử dụng
- Hoa Kỳ
- Liên Hợp Quốc
- NATO
- Việt Nam (vẫn còn được sử dụng với số lượng ít trong Quân đội và Công an từ Chiến tranh Đông Dương và Chiến tranh Việt Nam đến nay)
- Israel
- Hàn Quốc (dùng trong chiến tranh Triều Tiên)
- Lào
- Thái Lan
- Cộng hòa Nhân dân Campuchia (Dùng trong Nội chiến Campuchia và Chiến tranh biên giới Tây Nam)
- Campuchia
- Trung Quốc (Dùng trong nội chiến Trung Quốc)
- Hồng Kông
- Macao
- Bồ Đào Nha
- Pháp (Dùng trong Thế chiến II và Chiến tranh Đông Dương)
- Liên bang Đông Dương
- Canada
- México
- Argentina
- Úc
- New Zealand
- Luxembourg
- Brazil
- Malaysia
- Philippines
- Nicaragua
- Na Uy
- Hy Lạp
- Indonesia
- Iran
- Iraq
- Liberia
- Colombia
- Đài Loan (Dùng trong Nội chiến Trung Quốc)
- Tây Ban Nha
- Vương quốc Liên hiệp Anh và Bắc Ireland